# Eval
Eval en varios lenguajes de programación, es una función que evalúa el contenido pasado como parámetro como si fuera una expresión.
Funciones como eval son más comunes en lenguajes de programación interpretados que compilados, puesto que incluyendo esa función en un lenguaje compilado requiere incluir un intérprete o compilador con el programa, y más información sobre la ejecución (como por ejemplo los nombres de las variables). Algunos lenguajes compilados tienen instrucciones similares a eval.

## Implementación
Aunque a primera vista no parezca una instrucción útil, con esta instrucción podemos controlar variables y manipularlas dentro de funciones. Por ejemplo:
```
c
 
=
 
eval
 
(
cadena_texto
.
replace
 
(
"v"
,
g
)
 
).
toString
()

```

## Seguridad
Se debe tener un especial cuidado al usar eval con datos obtenidos desde una fuente que no sea de confianza. Por ejemplo, asumiendo que la función obtenerDatos adquiere datos desde Internet, el código siguiente en Python es inseguro:
```
datos
 
=
 
obtenerDatos
()

eval
(
datos
)

```

Un atacante podría suministrar el string "borrarArchivosDelSistema()" como datos, lo cual resultaría en una llamada a una función borrarArchivosDelSistema(). Para remediar la situación, todo parámetro de la función eval debe ser escapado, o eval debe ser ejecutado sin acceso a funciones potencialmente peligrosas.

## Lenguajes de programación

### ActionScript
Imprime una página según le pasemos en la función.
```
_pj
 
=
 
new
 
printJob

 

_pj
.
addPage
(
eval
(
pg
()
 
-
 
2
))

```

### JavaScriptyECMAScript
El próximo fragmento de código hace calcular una variable más 23.
```
 
//usando eval

 

 
function
 
count_more
(
n
,
 
o
)

 
{

   
var
 
x
 
=
 
eval
(
 
o
 
*
 
23
)

   
var
 
j
=
 
x
-
n

   
return
 
j

 
}

```

### PHP
En el siguiente ejemplo de PHP vemos que la variable $foo le pasamos la cadena 'Hola Mundo' y un salto de línea, por la cual usamos eval para que nos la imprima en pantalla esa variable.
```
<?php

$foo
 
=
 
"Hola mundo!
\n
"
;

eval
(
'echo $foo;'
);

?>

```

### PostScript
```
 
# make divide-by-zero nonfatal

    
eval
 
{
 
$answer
 
=
 
$a
 
/
 
$b
;
 
};
 
warn
 
$
@
 
if
 
$
@
;

```

### Python
En Python, eval evalúa una sola expresión.
Ejemplo: (modo interactivo)
```
>>>
 
x
 
=
 
1

>>>
 
eval
(
'x + 1'
)

2

>>>
 
eval
(
'x'
)

1

```

exec ejecuta varias instrucciones a la vez.
Ejemplo: (modo interactivo)
```
>>>
 
x
 
=
 
1

>>>
 
y
 
=
 
1

>>>
 
exec
 
"x += 1; y -= 1"

>>>
 
x

2

>>>
 
y

0

```